# Gerardo di Brogne
Gerardo di Brogne (Mettet, 890 circa – Saint-Gérard, 3 ottobre 959) è stato un abate benedettino; fu il fondatore dell'abbazia di Brogne ed è venerato come santo dalla Chiesa cattolica.

## Biografia
Di nobile famiglia, fu presto attirato dall'ideale della vita monastica. Fondò un'abbazia benedettina a Brogne nella Vallonia.
Percorse per vari anni le terre belghe per riformare e fondare altre presenze monastiche.
Si spense a Brogne (oggi Saint-Gérard) il 3 ottobre 959.

## Culto
Fu presto considerato santo dalla Chiesa cattolica. Il paese di Brogne prese il nome di Saint-Gérard.
La memoria liturgica è fissata al 3 ottobre.